# Gemeindevertretungs- und Bürgermeisterwahlen in Salzburg 2009
Die Gemeindevertretungs- und Bürgermeisterwahlen in Salzburg 2009 wurden im Land Salzburg am 1. März 2009 gemeinsam mit der Landtagswahl 2009 durchgeführt. Von den 119 Salzburger Gemeinden kandidierte die ÖVP in 118, die SPÖ in 116, die FPÖ in 98, die Grünen in 28, das BZÖ in fünf und die KPÖ in einer Gemeinde.

## Voraussetzungen

### Ausgangslage
Bei den Gemeindevertretungs- und Bürgermeisterwahlen in Salzburg 2004 ging die ÖVP mit einem Zugewinn von 2,5 % und 43,1 % der Gesamtstimmen als stärkste Partei der Gemeindevertretungswahl hervor. Die SPÖ konnte sogar 6,0 % zulegen und erreichte mit 37,9 % den zweiten Platz. Die FPÖ verlor 8,2 % und belegte mit 8,5 % den dritten Platz vor den Grünen, die 7,0 % erreichten und mit 0,4 % nur leicht zulegen konnten. Sonstige Parteien erzielten bei der Gemeindevertretungswahl 3,5 %. Nach der Bürgermeisterwahl stellte die ÖVP 91 Bürgermeister (−7), die Kandidaten der SPÖ siegten in 25 Gemeinden (+4), die FPÖ in einer Gemeinde (+1) und sonstige Parteien in zwei Gemeinden (+2).

### Wahlrecht
Bei den Gemeindevertretungs- und Bürgermeisterwahlen sind all jene Personen aktiv wahlberechtigt, die am Stichtag (1. März 2009) österreichische Staatsbürger oder Mitglied der Europäischen Union sind und das 16. Lebensjahr vollendet haben. Die aktiv Wahlberechtigten müssen zudem über einen Wohnsitz in der jeweiligen Gemeinde des Landes Salzburg verfügen und dürfen vom Wahlrecht nicht ausgeschlossen worden sein. Ein Ausschluss vom Wahlrecht besteht bei einer rechtskräftigen Verurteilung durch ein inländisches Gericht wegen einer oder mehrerer mit Vorsatz begangener strafbarer Handlungen zu einer mehr als einjährigen Freiheitsstrafe. Der Ausschluss endet nach sechs Monaten, der Fristbeginn startet nach der Vollstreckung der Strafe, sobald der Freiheitsentzug vollzogen oder weggefallen ist. Eine weitere Voraussetzung für die Teilnahme an der Wahl ist die Eintragung in das Wählerverzeichnis. Diese wurden in den Gemeindeämtern von 19. Jänner bis zum 23. Jänner 2009 zur öffentlichen Einsichtnahme aufgelegt. Das passive Wahlrecht bei den Gemeindevertretungs- und Bürgermeisterwahlen 2009 steht all jenen Personen zu, die selbst wahlberechtigt sind und das 18. Lebensjahr vollendet haben. Für das Amt des Bürgermeisters sind jedoch nur österreichische Staatsbürger zugelassen.

## Ergebnisse

### Gemeindevertretungswahl
|                                              | Ergebnisse 2009 | Ergebnisse 2009 | Ergebnisse 2009 | Ergebnisse 2004  | Ergebnisse 2004  | Ergebnisse 2004  | Differenzen | Differenzen | Differenzen |
| -------------------------------------------- | --------------- | --------------- | --------------- | ---------------- | ---------------- | ---------------- | ----------- | ----------- | ----------- |
| Wahlberechtigte                              | 406.397         | 406.397         | 406.397         | 368.545          | 368.545          | 368.545          | + 37.852    | + 37.852    | + 37.852    |
| Wahlbeteiligung                              | 72,14 %         | 72,14 %         | 72,14 %         | 76,84 %          | 76,84 %          | 76,84 %          | - 4,70 %    | - 4,70 %    | - 4,70 %    |
|                                              | Stimmen         | %               | Mand.           | Stimmen          | %                | Mand.            | Stimmen     | %           | Mand.       |
| Abgegebene Stimmen                           | 293.160         |                 |                 | 283.203          |                  |                  | + 9.957     |             |             |
| Ungültig                                     | 9.728           | 3,32 %          |                 | 8.947            | 3,16 %           |                  | + 781       | + 0,16 %    |             |
| Gültig                                       | 283.432         | 96,68 %         |                 | 274.256          | 96,84 %          |                  | + 9.176     | - 0,16 %    |             |
| Partei                                       |                 |                 |                 |                  |                  |                  |             |             |             |
| Österreichische Volkspartei (ÖVP)            | 126.728         | 44,71 %         | 1.102           | 118.111          | 43,07 %          | 1.075            | + 8.617     | + 1,64 %    | + 27        |
| Sozialdemokratische Partei Österreichs (SPÖ) | 90.387          | 31,89 %         | 642             | 104.012          | 37,93 %          | 753              | - 13.625    | - 6,04 %    | - 111       |
| Freiheitliche Partei Österreichs (FPÖ)       | 30.541          | 10,78 %         | 196             | 23.655           | 8,63 %           | 153              | + 6.886     | + 2,15 %    | + 43        |
| Die Grünen – Die Grüne Alternative (GRÜNE)   | 19.652          | 6,93 %          | 62              | 18.954           | 6,91 %           | 64               | + 698       | + 0,02 %    | - 2         |
| Bündnis Zukunft Österreich (BZÖ)             | 3.430           | 1,21 %          | 4               | nicht kandidiert | nicht kandidiert | nicht kandidiert | + 3.430     | + 1,21 %    | + 4         |
| Sonstige Listen                              | 12.694          | 4,48 %          | 104             | 9.524            | 3,47 %           | 71               | + 3.170     | + 1,01 %    | + 33        |
| Gesamt                                       | 283.432         | 100,00 %        | 2.110           | 274.256          | 100,00 %         | 2.116            | + 9.176     |             | - 6         |

Stimmenstärkste Parteien bei der Gemeindevertretungswahl

Der Abstand der ÖVP zur SPÖ erreichte mit 12,8 % ein Maximum und das Doppelte des Durchschnittes seit 1949 (6,3 %).

### Bürgermeisterdirektwahl

Parteizugehörigkeit der gewählten Bürgermeister

| Wahlberechtigte                              | 406.397 | 406.397  | 369.131          | 369.131          | + 37.266 | + 37.266 |
| Wahlbeteiligung                              | 72,15 % | 72,15 %  | 76,64 %          | 76,64 %          | - 4,49 % | - 4,49 % |
|                                              | Stimmen | %        | Stimmen          | %                | Stimmen  | %        |
| Abgegebene Stimmen                           | 293.212 |          | 282.889          |                  | + 10.323 |          |
| Ungültig                                     | 13.666  | 4,66 %   | 4,50 %           | + 940            | + 0,16 % |          |
| Gültig                                       | 279.546 | 95,34 %  | 270.163          | 95,50 %          | + 9.383  | - 0,16 % |
| Partei                                       |         |          |                  |                  |          |          |
| Österreichische Volkspartei (ÖVP)            | 148.654 | 53,18 %  | 133.910          | 49,57 %          | + 14.744 | + 3,61 % |
| Sozialdemokratische Partei Österreichs (SPÖ) | 91.686  | 32,80 %  | 100.254          | 37,11 %          | - 8.568  | - 4,31 % |
| Freiheitliche Partei Österreichs (FPÖ)       | 9.557   | 3,42 %   | 13.593           | 5,03 %           | - 4.036  | - 1,61 % |
| Die Grünen – Die Grüne Alternative (GRÜNE)   | 12.436  | 4,45 %   | 13.446           | 4,98 %           | - 1.010  | - 0,53 % |
| Bündnis Zukunft Österreich (BZÖ)             | 3.437   | 1,23 %   | nicht kandidiert | nicht kandidiert | + 3.437  | + 1,23 % |
| Sonstige Listen                              | 10.807  | 3,87 %   | 4.454            | 1,65 %           | + 6.353  | + 2,22 % |
| NEIN                                         | 2.969   | 1,06 %   | 4.506            | 1,67 %           | - 1.537  | - 0,61 % |
| Gesamt                                       | 279.546 | 100,00 % | 270.163          | 100,00 %         | + 9.383  |          |

| Wahlberechtigte                              | 122.492 | 122.492  |
| Wahlbeteiligung                              | 42,12 % | 42,12 %  |
|                                              | Stimmen | %        |
| Abgegebene Stimmen                           | 51.591  |          |
| Ungültig                                     | 1.084   | 2,10 %   |
| Gültig                                       | 50.507  | 97,90 %  |
| Partei                                       |         |          |
| Österreichische Volkspartei (ÖVP)            | 22.483  | 44,51 %  |
| Sozialdemokratische Partei Österreichs (SPÖ) | 24.592  | 48,69 %  |
| Sonstige Listen                              | 3.041   | 6,02 %   |
| NEIN                                         | 391     | 0,77 %   |
| Gesamt                                       | 50.507  | 100,00 % |